# Viktor Chokine
Viktor Mykolaïovytch Chokine (en ukrainien : Віктор Миколайович Шокін), né le 4 novembre 1952 à Kiev, est un homme politique et juriste ukrainien.

## Biographie
Il est procureur général d'Ukraine en 2015 et 2016 en remplacement de Vitaly Yarema. Son éviction de ce poste est soutenu par l'Union européenne et la population ukrainienne en raison de sa réputation de « corrompu notoire ». Il lui est aussi reproché d'avoir abandonné les poursuites ouvertes contre l'oligarque Mykola Zlotchevsky, dirigeant de Burisma, raison pour laquelle il aurait été renvoyé. Également, son adjoint, Vitaly Kasko a dénoncé des fraudes et corruptions durant le mandat de Viktor Chokine.
Le président américain Joe Biden est accusé par l'ancien maire de New York, Rudy Giuliani, d'avoir réclamé sa démission pour protéger son fils Hunter Biden. Cependant, à l'époque des faits, Hunter Biden ne fait encore l'objet d'aucune enquête de la justice ukrainienne, bien qu'un « mélange des genres douteux » concernant les affaires d'Hunter en Ukraine soit relevé par Le Monde.